# O Angliku, który wszedł na wzgórze, a zszedł z góry
O Angliku, który wszedł na wzgórze, a zszedł z góry (ang. The Englishman Who Went Up a Hill But Came Down a Mountain) – brytyjska komedia romantyczna z 1995 roku w reżyserii Christophera Mongera.

## Fabuła
Rok 1917, trwa I wojna światowa. Dwóch angielskich kartografów George Garrad i Reginald Anson przybywa do fikcyjnej walijskiej wsi, by zmierzyć wysokość pobliskiego wzniesienia Ffynnon Garw (najwyższego w okolicy). Po zakończeniu pomiarów oznajmiają, że jest to wyłącznie wzgórze, ponieważ jest nieco niższe od wymaganej w Wielkiej Brytanii wysokości dla góry – 1000 stóp (305 metrów n.p.m.). Wywołują tym duże zamieszanie wśród lokalnej społeczności. Z uwagi na fakt, że Ffynnon Garw do statusu góry brakuje zaledwie 16 stóp, mieszkańcy wsi chcą uczynić wszystko, aby kartografowie zmienili decyzję. Postanawiają powiększyć wzniesienie o 20 stóp, a następnie doprowadzić do powtórzenia pomiarów. By zrealizować cel muszą zatrzymać kartografów na miejscu.

## Obsada
- Hugh Grant jako Reginald Anson
- Ian McNeice jako George Garrad
- Tara Fitzgerald jako Elizabeth/Betty z Cardiff
- Colm Meaney jako Morgan "Koza"
- Ian Hart jako Johnny Shellshocked
- Kenneth Griffith jako Wielebny Robert Jones
- Garfield Morgan jako Davies
- David Lloyd Meredith jako Jones
- Jack Walters jako dziadek
- Tudor Vaughan jako Thomas Twp
- Howell Evans jako Thomas the Trains
- Ieuan Rhys jako sierżant Thomas
- Lisa Palfrey jako Blod Jones
- Robert Pugh jako Williams the Petroleum
- Hugh Vaughan jako Thomas Twp Too
- Harry Kretchmer jako młody chłopak
- Fraser Cains jako Evans
- Anwen Williams jako Mavis
- Dafydd Wyn Roberts jako Tommy Twostrokes
- Robert Blythe jako Ivor
- Maisie McNeice jako dziewczyna w klasie
- Barry Foy jako Walijczyk
- Nicholas McGaughey jako narrator

## Produkcja
Scenariusz filmu oparty został na historii, którą Christopher Monger usłyszał od swojego dziadka. Dotyczyła ona wydarzeń ze wsi Taff's Well (w dawnym hrabstwie Glamorgan, w południowej Walii), zlokalizowanej nieopodal góry Garth Hill (307 m n.p.m.). Na podstawie filmu powstała powieść o tym samym tytule, autorstwa Christophera Mongera (wydana w 1995 r.).
Ze względu na XX-wieczną urbanizację okolic Taff's Well, na plan zdjęciowy wybrano bardziej ruralistycznie wyglądające miejscowości w hrabstwie Powys, w północnej Walii: Llanrhaeadr-ym-Mochnant oraz Llansilin. Okres zdjęciowy zakończono 27 czerwca 1994 roku.

## Nagrody i nominacje
Camerimage (1995)
- Nominacja do nagrody Złotej Żaby dla Vernona Laytona